# Isla Pequeño Andamán
La isla Pequeño Andamán (en inglés: Little Andaman; en lenguaje Onge: Gaubolambe o Egu Belong) es la cuarta más grande de las Islas Andaman, con una superficie de 739 km², situada en el extremo sur del archipiélago. Pertenece al distrito administrativo de Andaman del Sur, el cual, a su vez, forma parte de las Islas Andamán y Nicobar un territorio de la India. Se encuentra a 88 km al sur de la capital de dicho territorio, Port Blair.

## Geografía
Ubicada en la Bahía de Bengala, está separada de la isla Rutland, en Gran Andaman, por el Canal de Duncan. La isla a menudo se considera la contraparte del grupo de la isla Gran Andaman.
Se trata de una isla de baja altitud, cubierta por una extensa selva tropical. En la década de 1960, el Gobierno de la India inició un programa de colonización centrado en el sector forestal, pero este fue abandonado en gran parte y una orden judicial en 2002 confirmó que debía ser protegido. También cuenta con playas de arena blanca y cascadas fascinantes. El faro de Little Andaman (también conocido como faro de Richardson) está ubicado a 14 km al sur por carretera desde el puerto de Hut Bay y está situado en el extremo sur de la isla.
En cuanto a la fauna, en Pequeño Andamán viven varias especies raras de tortugas marinas. 

## Demografía
En la isla vive la tribu öñge, que llama a la isla Egu Belong, y ha sido una reserva tribal desde 1957. En el censo de 2001, la población era de 17.528 personas, distribuidas en 4 093 hogares y repartidas en 18 poblados. En el censo de 2011, la población era de 18 823 personas.
El pueblo de Kwate-tu-Kwage se encuentra en la Bahía Hut, en la costa oriental de la isla. Tiene un muelle de aguas profundas que puede ser abordado a través de una brecha en el arrecife de coral.

## Comunicaciones
El muelle de Hut Bay, un muelle de aguas profundas al que se puede acceder a través de un hueco del arrecife de coral, está en la costa oriental de la isla y es el punto de entrada a la isla. Los servicios diarios de barco conectan el muelle de Hut Bay con Port Blair en siete horas de viaje.
Además, hay servicios de helicóptero de Pavan Hans Ltd. y una conexión de hidroavión disponible entre Port Blair y Hut Bay. El tiempo de vuelo en helicóptero o hidroavión es de aproximadamente 40 minutos.
Por otra parte, a lo largo de la costa oriental discurre una carretera.

## Turismo
En Pequeño Andamán se puede practicar surf, pasear en bote por los arroyos y visitar una plantación maderera de elefantes. Butler Bay, a 14 km del embarcadero de Hut Bay, es una playa popular entre los turistas pues permite observar corales, practicar surf y hacer otras actividades acuáticas. Hay cabañas turísticas disponibles en la orilla del mar, flanqueadas por la plantación de cocos. La playa de Netaji Nagar está a 11 km del embarcadero de Hut Bay.